# Хенри (окръг, Тенеси)
Вижте пояснителната страница за други значения на Хенри.
Окръг Хенри (на английски: Henry County) е окръг в щата Тенеси, Съединени американски щати. Площта му е 1536 km², а населението – 31 115 души (2000). Административен център е град Парис.